# Phare d'Oakland Harbor
Le phare d'Oakland Harbor était un phare situé à l'entrée du port d'Oakland en baie de San Francisco, dans le Comté d'Alameda (État de la Californie), aux États-Unis.
Ce phare était géré par la Garde côtière américaine, et les phares de l'État de Californie sont entretenus par le District 11 de la Garde côtière .

## Histoire
Le phare d'origine a été construit en 1890 à l'entrée du port d'Oakland. Les pieux de bois sur lesquels la structure reposait s'étant détériorés en 1902, un plus grand phare de remplacement a été construit sur des pilotis de béton à proximité.
Le second phare a été mis en service en 1903. La structure originale a ensuite été vendue et transportée. En 1966, le phare a été remplacé par un phare automatisé, puis désactivé de nouveau. Il a finalement été vendu à une entreprise privée et déménagé à Embarcadero Cove à Oakland.
La lanterne hébergeait une lentille de Fresnel diffusant une lumière visible jusqu'à 20 kilomètres à la ronde. Une cloche de 1,5 tonne sonnait toutes les 5 secondes les jours de brume (remplacée par un diaphone à air en 1918). La lanterne a été retirée après sa désactivation en 1966 et a été transférée au Mark Abbott Memorial Lighthouse à Santa Cruz, en Californie , où elle a continué de se détériorer et a été remplacée en 1996.
Le bâtiment a rouvert ses portes en 1984 sous le nom de Quinn's Lighthouse Restaurant and Pub , une enseigne servant des plats typiquement américains.

### Liens connexes
- Liste des phares de la Californie